# Andreas Heeschen
Andreas Heeschen (* 29. November 1960) ist ein deutscher Finanzinvestor.

## Leben
Heeschen, Sohn eines Erdölunternehmers, besuchte das Internat Schloss Neubeuern in Bayern. Er studierte Rechtswissenschaft und Betriebswirtschaft. Anschließend arbeitete er für verschiedene Londoner Investmentbanken. 
1993 erwarb er den Waschmittelhersteller Luhns und 2004 die Firma Wolf-Garten. Beide Firmen musste er 2008 mit Verlust verkaufen. Im Jahr 2009 stieg er zusammen mit Leonard Blavatnik beim Chemiekonzern LyondellBasell ein. Der Ausstieg erfolgte im Dezember 2011. Im Oktober 2014 übernahm er den Flugzeughersteller Remos Aircraft GmbH aus Pasewalk. Remos wurde im Juli 2017 wieder verkauft.
Andreas Heeschen wird als öffentlichkeitsscheu beschrieben. Er ist verheiratet und Vater von vier Kindern. Er lebt mit festem Wohnsitz in Großbritannien.

## Heckler & Koch
2002 beteiligte er sich an dem deutschen Waffenhersteller Heckler & Koch, an dem er mittlerweile mehr als 50 % der Anteile besitzt. Damals betrug die Verschuldung der Firma nach Angaben des Finanzvorstands aus 2019 nur etwa 2,5 Millionen Euro. 2013 geriet die Firma Heckler & Koch in eine Krise. Bis November 2015 investierte Heeschen 60 Millionen Euro aus seinem Privatvermögen, um die Schulden des Unternehmens zu verringern. Im selben Jahr wurde er neuer Geschäftsführer und übernahm die operative Führung des Unternehmens. Anfang 2016 gab Heeschen die Geschäftsführung wieder ab und wechselte in den Aufsichtsrat, die neue Führung übernahm Norbert Scheuch. Nicola Marinelli, ein früherer Geschäftsführer der Holding H&K AG, über die Heeschen an Heckler & Koch beteiligt ist, erklärte im Streit um eine Abfindung 2018 öffentlich, dass Heeschen seine Anteile an der Aktiengesellschaft an einen französischen Investor verpfändet habe, der seit 2015 das Zepter bei dem Unternehmen in der Hand halte. Die Mutter-Holding und Heeschen selbst versicherten allerdings, er sei weiterhin Mehrheitseigentümer der Gesellschaft. Im Februar 2015 war Heckler & Koch mit 295 Millionen Euro verschuldet; damals soll Heeschen rund zehn Millionen Aktien für ein Darlehen an die in Luxemburg ansässigen Finanzholding CDE verpfändet haben, hinter der der französische Investor und Fondsmanager Nicolas Walewski steht. Die Stimmrechte blieben aber bei Heeschen. Von Heckler & Koch in der Vergangenheit erhaltene private Darlehen hat Heeschen nach Firmenangaben zurückgezahlt, allerdings mussten Darlehen an andere Firmen Heeschens in dreistelliger Millionenhöhe abgeschrieben werden. CDE, die die Übernahme der Mehrheit an Heckler & Koch anstrebt, hält nach eigenen Angaben aktuell 5,1 Prozent des Unternehmens. Die Aktionärsvertreter von CDE griffen Heeschen und seine Aktivitäten bei der Hauptversammlung des Waffenherstellers am 19. Dezember 2019 wegen Unstimmigkeiten über die Besetzung des Aufsichtsrats und der „Selbstbedienungsmentalität“ des deutschen Finanzinvestors massiv an und bezweifelten seine Seriosität, konnten sich aber aufgrund der Mehrheitsverhältnisse nicht durchsetzen. Heeschen erhielt in diesem Zusammenhang auch selbst einen Sitz im Aufsichtsrat von Heckler & Koch.